# Josef Newgarden
Josef Nicolai Newgarden (Hendersonville, 22 dicembre 1990) è un pilota automobilistico statunitense, campione della IndyCar Series nel 2017 e nel 2019 e vincitore della 500 Miglia di Indianapolis nel 2023 e nel 2024 oltre a essere vincitore della 24 Ore di Daytona nel 2024.

## Carriera

### IndyCar

#### 2012-2014: Sarah Fisher Hartman Racing
Il 7 dicembre 2011, Newgarden viene annunciato come pilota per il team Sarah Fisher Hartman Racing per correre nella stagione 2012 della IndyCar. Corre con il team fino al 2014 migliorando ogni fine settimana alla guida della Dallara DW12 motorizzata Honda, conquista il suo primo podio nella gara del 2013 a Baltimora, grazie a un ottimo secondo posto. Si ripete con un secondo posto anche all'Iowa Speedway l'anno successivo.

#### 2015: CFH Racing
Nel 2015 cambia team e motorista, passa alla CFH Racing con motore Chevrolet. Alla quarta gara della stagione in Alabama ottiene la sua prima vittoria nella categoria, in seguito dimostra che non è stata solo fortuna e vince la sua seconda gara a Toronto. Nel resto della stagione ottiene altri due podi e chiude al settimo posto in classifica finale.

#### 2016: Ed Carpenter Racing
L'anno seguente cambia ancora team, passa all'Ed Carpenter Racing, sempre motorizzato Chevrolet. Nelle prime sei gare della stagione conquista due terzi posti, uno sul circuito dell'Alabama e l'altro nella leggendaria 500 Miglia di Indianapolis. Conquista la sua terza vittoria a Iowa e un altro podio che lo portano alla quarta posizione in classifica.

#### 2017-oggi: Team Penske

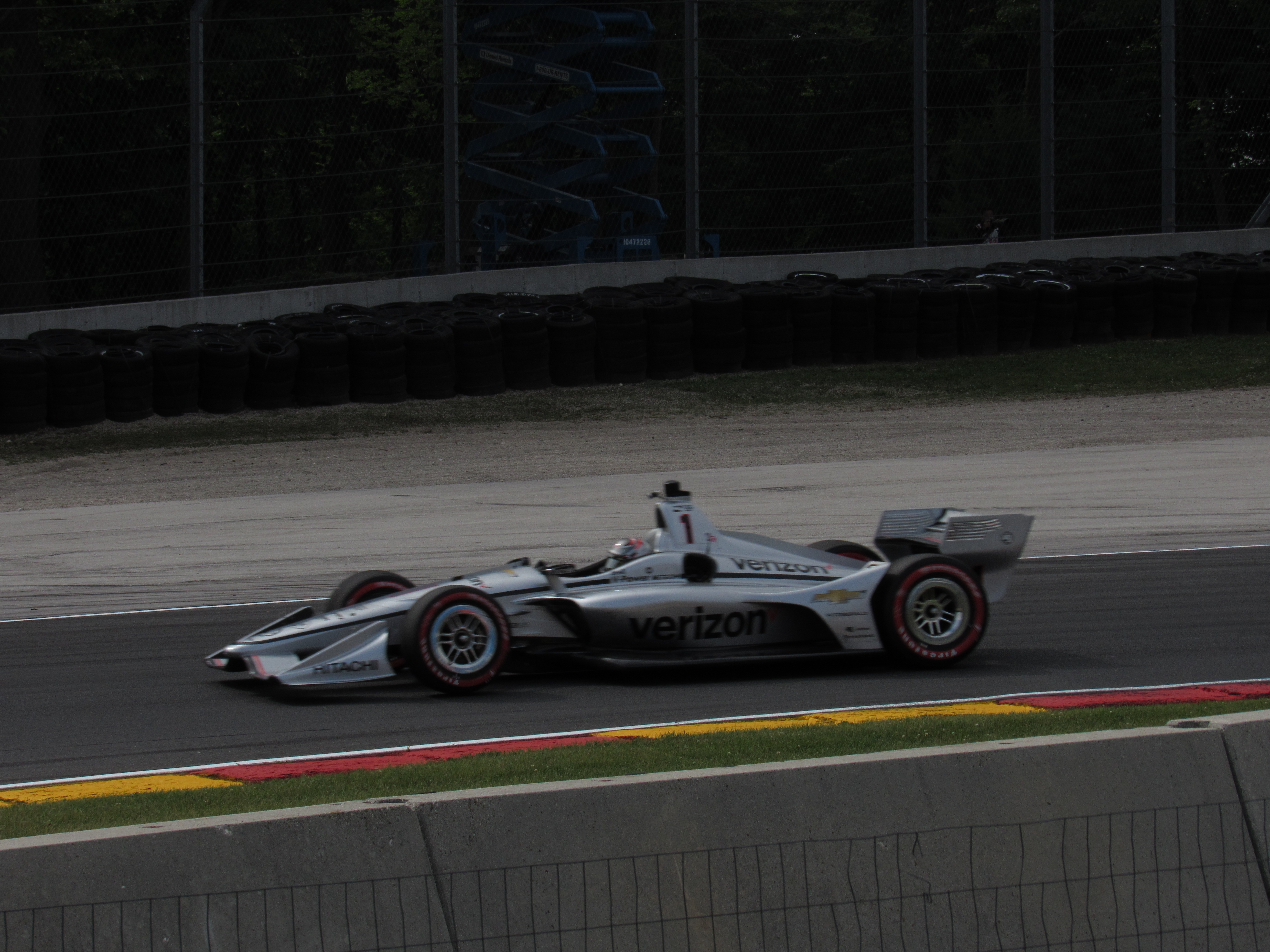
Newgarden nel 2018 alla guida della Penske

Nel 2017 passa al Team Penske, in squadra con Will Power, Hélio Castroneves e il campione in carica Simon Pagenaud. Conquista quattro vittorie e altri cinque podi che lo portano a vincere il campionato con tredici punti di vantaggio su Pagenaud. 
L'anno successivo conquista altre tre vittorie ma non basta per rivincere il campionato e chiude quinto in classifica. La stagione 2019 inizia con una vittoria all'esordio stagionale a St. Petersburg e dopo altri due podi arriva la seconda vittoria stagionale a Detroit davanti ad Alexander Rossi. Nel resto della stagione conquista altre due vittorie, una in Texas e l'altra a Iowa che lo portano a trionfare in classifica finale, conquistando così per la seconda volta il campionato IndyCar. 
Nella stagione successiva Newgarden lotta ancora per il titolo contro Scott Dixon, conquista altre quattro vittorie e ottiene un quinto posto nella 500 Miglia di Indianapolis, ma non basta per battere Dixon che vince il campionato con sedici punti di vantaggio.
Nel 2021 viene confermato per la quinta stagione con il Team Penske, ma bisogna aspettare la nona gara per la prima vittoria di Newgarden, arrivata a Mid-Ohio dopo la partenza dalla pole position. Torna alla vittoria nella prima gara al Iowa Speedway, mentre in gara due finisce contro le barriere mentre dominava la corsa, dopo la corsa è svenuto nel suo motorhome e ha battuto la testa cadendo, per questo è stato portato in ospedale per poi essere dimesso il giorno seguente.

### Endurance
Il 5 dicembre 2022, Newgarden ha annunciato che avrebbe collaborato con il collega pilota del Team Penske IndyCar Scott McLaughlin e il pilota di Indy NXT Kyffin Simpson sarebbero entrati nella 24 Ore di Daytona 2023 con un ingresso LMP2.
Il 21 agosto 2023, il Team Penske annuncia l'ingaggio di Newgarden per la Petit Le Mans 2023, a bordo della Porsche 963 con i compagni di squadra Felipe Nasr e Matt Campbell. L'equipaggio termina la gara al 5º posto assoluto.
Nel 2024 sempre a bordo della Porsche 963 del Team Penske prende parte alla 24 Ore di Daytona 2024 in equipaggio con i compagni di squadra Felipe Nasr, Matt Campbell e Dane Cameron vincendo la prestigiosa corsa e riportando la Porsche alla vittoria dopo 55 anni dall'ultima volta nel 1969.

## Risultati

### IndyCar Series
| Anno | Squadra                     | Telaio       | Motore    | 1      | 2      | 3      | 4      | 5       | 6       | 7      | 8      | 9      | 10     | 11     | 12     | 13     | 14     | 15     | 16     | 17     | 18     | 19     | Punti | Pos. |
| ---- | --------------------------- | ------------ | --------- | ------ | ------ | ------ | ------ | ------- | ------- | ------ | ------ | ------ | ------ | ------ | ------ | ------ | ------ | ------ | ------ | ------ | ------ | ------ | ----- | ---- |
| 2012 | Sarah Fisher Hartman Racing | Dallara DW12 | Honda     | STP 11 | ALA 17 | LBH 26 | SAO 23 | INDY 25 | DET 15  | TXS 13 | MIL 25 | IOW 19 | TOR 13 | EDM 17 | MDO 12 | SNM 23 | BAL    | FON 16 |        |        |        |        | 200   | 23º  |
| 2013 | Sarah Fisher Hartman Racing | Dallara DW12 | Honda     | STP 23 | ALA 9  | LBH 13 | SAO 5  | INDY 28 | DET 7   | DET 16 | TXS 8  | MIL 11 | IOW 15 | POC 5  | TOR 23 | TOR 11 | MDO 23 | SNM 24 | BAL 2  | HOU 5  | HOU 13 | FON 20 | 348   | 14º  |
| 2014 | Sarah Fisher Hartman Racing | Dallara DW12 | Honda     | STP 9  | LBH 19 | ALA 8  | IMS 17 | INDY 30 | DET 20  | DET 17 | TXS 11 | HOU 20 | HOU 20 | POC 8  | IOW 2  | TOR 20 | TOR 13 | MDO 12 | MIL 5  | SNM 6  | FON 10 |        | 406   | 13º  |
| 2015 | CFH Racing                  | Dallara DW12 | Chevrolet | STP 12 | NLA 9  | LBH 7  | ALA 1  | IMS 20  | INDY 9  | DET 8  | DET 21 | TXS 21 | TOR 1  | FON 21 | MIL 5  | IOW 2  | MDO 13 | POC 2  | SNM 21 |        |        |        | 431   | 7º   |
| 2016 | Ed Carpenter Racing         | Dallara DW12 | Chevrolet | STP 22 | PHX 6  | LBH 10 | ALA 3  | IMS 21  | INDY 3  | DET 14 | DET 4  | ROA 8  | IOW 1  | TOR 22 | MDO 10 | POC 4  | TXS 22 | WGL 2  | SNM 6  |        |        |        | 502   | 4º   |
| 2017 | Team Penske                 | Dallara DW12 | Chevrolet | STP 8  | LBH 3  | ALA 1  | PHX 9  | IMS 11  | INDY 19 | DET 4  | DET 2  | TXS 13 | ROA 2  | IOW 6  | TOR 1  | MDO 1  | POC 2  | GTW 1  | WGL 18 | SNM 2  |        |        | 642   | 1º   |
| 2018 | Team Penske                 | Dallara DW12 | Chevrolet | STP 7  | PHX 1  | LBH 7  | ALA 1  | IMS 11  | INDY 8  | DET 9  | DET 15 | TXS 13 | ROA 1  | IOW 4  | TOR 9  | MDO 4  | POC 5  | GTW 7  | POR 10 | SNM 8  |        |        | 560   | 5º   |
| 2019 | Team Penske                 | Dallara DW12 | Chevrolet | STP 1  | COA 2  | ALA 4  | LBH 2  | IMS 15  | INDY 4  | DET 1  | DET 19 | TXS 1  | ROA 3  | TOR 4  | IOW 1  | MDO 14 | POC 5  | GTW 7  | POR 5  | LAG 8  |        |        | 641   | 1º   |
| 2020 | Team Penske                 | Dallara DW12 | Chevrolet | TXS 3  | IMS 7  | ROA 14 | ROA 9  | IOW 5   | IOW 1   | INDY 5 | GTW 12 | GTW 1  | MDO 2  | MDO 8  | IMS 1  | IMS 4  | STP 1  |        |        |        |        |        | 521   | 2º   |
| 2021 | Team Penske                 | Dallara DW12 | Chevrolet | ALA 23 | STP 2  | TXS 6  | TXS 2  | IMS 4   | INDY 12 | DET 10 | DET 2  | ROA 21 | MDO 1  | NSH 10 | IMS 8  | GTW 1  | POR 5  | LAG 7  | LBH 2  |        |        |        | 511   | 2°   |
| 2022 | Team Penske                 | Dallara DW12 | Chevrolet | STP 16 | TXS 1  | LBH 1  | ALA 14 | IMS 25  | INDY 13 | DET 4  | ROA 1  | MDO 7  | TOR 10 | IOW 1  | IOW 24 | IMS 5  | NSH 6  | MAD 1  | POR 8  | LAG 2  |        |        | 544   | 2°   |
| 2023 | Team Penske                 | Dallara DW12 | Chevrolet | STP 17 | TXS 1  | LBH 9  | ALA 15 | IMS 7   | INDY 1  | DET 10 | ROA 2  | MDO 12 | TOR 5  | IOW 1  | IOW 1  | NSH 4  | IMS 25 | MAD 25 | POR 5  | LAG 21 |        |        | 479   | 5°   |
| 2024 | Team Penske                 | Dallara DW12 | Chevrolet | STP SQ | LBH 4  | ALA 16 | IMS 17 | INDY 1  | DET 26  | ROA 2  | LAG 19 | MDO 25 | IOW 3  | IOW 7  | TOR 11 | GAT 1  | POR 3  | MIL 27 | MIL 27 | NSH 3  |        |        | 401   | 8°   |
| 2025 | Team Penske                 | Dallara DW12 | Chevrolet | STP 3  | THE 13 | LBH 27 | ALA 10 | IMS 12  | INDY    | DET    | GAT    | ROA    | MDO    | IOW    | IOW    | TOR    | LAG    | POR    | MIL    | NSH    | 96*    |        |       |      |

* Stagione in corso.

### 500 Miglia di Indianapolis
| Anno | Vettura | Motore    | Qualifica | Gara | Team                        |
| ---- | ------- | --------- | --------- | ---- | --------------------------- |
| 2012 | Dallara | Honda     | 7         | 25   | Sarah Fisher Hartman Racing |
| 2013 | Dallara | Honda     | 25        | 28   | Sarah Fisher Hartman Racing |
| 2014 | Dallara | Honda     | 8         | 30   | Sarah Fisher Hartman Racing |
| 2015 | Dallara | Chevrolet | 9         | 9    | CFH Racing                  |
| 2016 | Dallara | Chevrolet | 2         | 3    | Ed Carpenter Racing         |
| 2017 | Dallara | Chevrolet | 22        | 19   | Team Penske                 |
| 2018 | Dallara | Chevrolet | 4         | 8    | Team Penske                 |
| 2019 | Dallara | Chevrolet | 8         | 4    | Team Penske                 |
| 2020 | Dallara | Chevrolet | 13        | 5    | Team Penske                 |
| 2021 | Dallara | Chevrolet | 21        | 12   | Team Penske                 |
| 2022 | Dallara | Chevrolet | 14        | 13   | Team Penske                 |
| 2023 | Dallara | Chevrolet | 17        | 1    | Team Penske                 |

### IMSA
| Anno | Team                      | Classe | Vettura     | 1     | 2   | 3   | 4   | 5   | 6   | 7   | 8   | 9     | Punti | Pos. |
| ---- | ------------------------- | ------ | ----------- | ----- | --- | --- | --- | --- | --- | --- | --- | ----- | ----- | ---- |
| 2023 | Tower Motorsports         | LMP2   | Oreca 07    | DAY 5 | SEB |     | LGA | WGL |     | ELK | IMS |       | 0     | NC   |
| 2023 | Porsche Penske Motorsport | GTP    | Porsche 963 |       |     | LBH |     |     | MOS |     |     | PET 4 | 304   | 22°  |
| 2024 | Porsche Penske Motorsport | GTP    | Porsche 963 | DAY 1 | SEB | LBH | LGA | DET | WGL | ELK | IMS | ATL   | 380*  |      |